# Megophrys ligayae
Megophrys ligayae är en groddjursart som beskrevs av Taylor 1920. Megophrys ligayae ingår i släktet Megophrys och familjen Megophryidae. IUCN kategoriserar arten globalt som starkt hotad. Inga underarter finns listade i Catalogue of Life.